# Grottaminarda
Grottaminarda község (comune) Olaszország Campania régiójában, Avellino megyében.

## Fekvése
A megye központi részén fekszik. Határai: Ariano Irpino, Bonito, Flumeri, Fontanarosa, Frigento, Gesualdo, Melito Irpino és Mirabella Eclano. Az Ufita folyó völgyében fekszik. 

## Története
A régi települést (La Fratta) a longobárdok alapították. A következő századokban nemesi birtok volt. La Fratta leghíresebb longobárd emléke a Grotto Sant’Angelo, amely tulajdonképpen egy barlang,  ahol a longobárdok védőszentjét tisztelték. A Mainardo megnevezéssel a középkorban toldották meg, a település francia hűbérura után, aki a Majna vidékéről származott. A 19. században nyerte el önállóságát, amikor a Nápolyi Királyságban felszámolták a feudalizmust. Korabeli épületeinek nagy része az 1980-as földrengésben elpusztult.

## Népessége
A népesség számának alakulása:

## Főbb látnivalói
- La Fratta középkori falucska
- a D'Aquino vár
- a Santa Maria Maggiore-templom
- a 16. századi városkút a Fontana del Re